# Lambert av Spoleto
Lambert av Spoleto, född omkring 875, död 15 oktober 898, var en italiensk kung och romersk kejsare.
Lambert av Spoleto var son till Guido III av Spoleto, blev italiensk kung 891 och kejsare 892. Han låg i strid med Arnulf av Kärnten, mot vilken han sökte allians med påvestolen.